# 秋田中央交通秋田営業所
秋田中央交通秋田営業所（あきたちゅうおうこうつうあきたえいぎょうしょ）は、秋田県秋田市川尻町字大川反170番127号にある秋田中央交通の営業所。

## 概要
秋田中央交通本社同様、秋田市旭北錦町（現・ドン.キホーテ秋田店）から現在地へ移転。勝平新橋近くの秋田運河沿いに所在し、2005年4月に秋田中央交通臨海営業所新設に伴いスリム化されたが、秋田市内路線バス38路線（2011年3月をもって事業終了した秋田中央交通秋田東営業所管轄の路線を含む）、高速バスフローラ号・仙秋号、空港リムジンバス、中心市街地循環バス「ぐるる」を運行している。

## 高速バス所管路線
- 高速能代線（秋北バス能代営業所と共同運行）
- 高速湯沢線（羽後交通湯沢自動車営業所と共同運行）
- フローラ号（小田急ハイウェイバス世田谷営業所と共同運行）
- 仙秋号（宮城交通仙台北営業所・ジェイアールバス東北仙台支店と共同運行）

## 空港リムジンバス所管路線
秋田市内・秋田駅西口と秋田空港を結ぶ。クローズドドアシステムを採用しているため、秋田空港行きでは途中の停留所は乗車のみの取り扱いで降車は不可。秋田市内行きでは、途中の停留所は降車のみの取り扱いで乗車は不可となる。「AkiCA」・「Suica」などの交通系ICカードが利用可能。旅客機の発着に合わせて運行されている。

### 運行ルート
- 秋田空港行き： 県庁市役所前 → 川反入口 → 秋田駅西口 → 木内前 → 北都銀行前 → 卸センター入口 → 牛島市営住宅前→ 仁井田中町 →  秋田空港
- 秋田市内行き：秋田空港  →  仁井田中町 → 牛島市営住宅前 → 卸センター入口 → 北都銀行前 → 秋田駅前 → 木内前 → 川反入口 → 山王十字路 → 県庁市役所前

## 路線バス所管路線

### 中央交通線（県庁市役所経由）
- (系統番号140)大川反車庫 - 県庁市役所 - 秋田駅西口
  - 車庫への営業路線として後述の大川反車庫発止便と共通。
  - 廃止された鉄道路線の秋田中央交通線との直接の関係はない。

のりば：秋田駅西口②

### 中央交通線（長崎屋経由）
- (系統番号142)大川反車庫 - 長崎屋バスターミナル - 秋田駅西口
  - 車庫への営業路線として後述の大川反車庫発止便と共通。
  - 廃止された鉄道路線の秋田中央交通線との直接の関係はない。

のりば：秋田駅西口⑥

### 寺内経由土崎線
- (系統番号120)秋田駅西口 - 県庁市役所 - 寺内地域センター - 港入口 - 飯島北
- (系統番号121)秋田駅西口 - 県庁市役所 - 寺内地域センター - 港入口 - 土崎駅

のりば：秋田駅西口⑤

### 将軍野線
- (系統番号131)秋田駅西口 - 通町 - 寺内地域センター - 自衛隊前 - 市民生協入口
- (系統番号133)秋田駅西口 - 県庁市役所 - 寺内地域センター - サンパーク西 - 秋田厚生医療センター

のりば：秋田駅西口⑤

### 泉・八橋環状線
- (系統番号230)秋田駅西口 → 保戸野八丁 → 泉ハイタウン団地 → 八橋田五郎 → 県庁市役所 → 秋田駅西口
- (系統番号231)秋田駅西口 → 県庁市役所 → 八橋田五郎 → 泉ハイタウン団地 → 泉駅前広場 → 保戸野八丁 → 秋田駅西口
  - 2016年10月1日、泉山王環状線を再編。平日のみ運行。

のりば：秋田駅西口②(231) 秋田駅西口⑧(230) 

### 太平線
- (系統番号302)秋田駅西口 - 大学病院 - 清和病院 - 岩見三内
  - 2024年10月1日：大川反車庫発着の系統（系統番号300、301）を廃止し、秋田駅西口を起終点とする系統（系統番号302）に変更[2][3]。

のりば：秋田駅西口⑪

### 松崎団地線
- (系統番号333)秋田駅西口 - 手形東町 - 三吉神社入口 - 大学病院 - 松崎団地

のりば：秋田駅西口⑪

### 赤沼線
- (系統番号343)大学病院 → 東通二丁目 → 南大通り・中通病院 → 県庁市役所 → 大川反車庫（秋田駅西口経由せず）
- (系統番号344)秋田駅西口 - 大学病院 - 南団地 - 秋田駅東口
  - 343番は、2016年10月1日から運行開始。
  - 以前は、秋田中央インター線を右折せずに直進した先にあった、広面碇回転地（現在は廃止）が終点だったものを、秋田駅東口に変更したもの。
  - 2024年10月1日：大川反車庫を発着する系統（340、341、342）を廃止し、秋田駅西口を起終点とする系統（344）に変更[2][3]。

のりば：秋田駅西口⑪ 秋田駅東口②

### 手形山経由大学病院線
- (系統番号372)秋田駅西口 - 秋田大学 - 大学病院
- (系統番号373)秋田駅西口 - 秋田大学 - 手形山西町 - 大学病院

のりば：秋田駅西口⑫

### 広面御所野線
- (系統番号400)秋田駅東口 - 桜郵便局 - 日赤病院 - イオン御所野店 - イオンモール秋田 - 中央シルバーエリア
- (系統番号402)秋田駅東口 - 桜郵便局 - 日赤病院
  - 2024年9月30日：御所野学院経由（401）を廃止[2]。

のりば：秋田駅東口③

### 南ヶ丘線
- (系統番号403)秋田駅東口 - 桜郵便局 - 総合支援エリア - 県営南ヶ丘住宅

のりば：秋田駅東口②

### 桜ガ丘線
- (系統番号422)秋田駅東口 - 明田郵便局 - 桜団地 - 桜郵便局 - 大平台三丁目
- (系統番号424)秋田駅西口 - 城東消防署 - 桜大橋 - 桜郵便局 - 大平台三丁目
  - 2024年9月30日：大川反車庫発着便（423）を廃止[2]。

のりば：秋田駅東口①(422) / 秋田駅西口⑨(424)

### 桜台線
- (系統番号430)秋田駅東口 - 明田郵便局 - 桜団地 - 桜台三丁目 - 桜台中央公園
  - 下りは桜台中央公園終点、上りは桜台三丁目発。2016年10月1日から運行開始。

のりば：秋田駅東口①(430)

### 仁井田御所野線
- (系統番号513)秋田駅西口 - 牛島東五丁目 - ニュータウン御野場 - イオンモール秋田
  - 2024年10月1日：大川反車庫発着系統を秋田駅西口発着に路線短縮[2][3]。

のりば：秋田駅西口⑬

### 牛島経由御野場団地線
- (系統番号524)秋田駅西口 - 牛島東五丁目 - 御野場団地

のりば：秋田駅西口⑬

### 柳原経由御野場団地線
- (系統番号540)秋田駅西口 - イオン秋田中央店 - 牛島駅入口 - 南高校 - 御野場団地

のりば：秋田駅西口⑬

### 秋田高校線
- (系統番号542)秋田高校入口 - 東中学校 - [千秋トンネル] - イオン秋田中央店 - 南高校 - イオンモール秋田（朝のみ ← 夕方のみ → ）
  - 2023年10月1日：北高校前経由から、千秋トンネル経由に変更[4]。

### 大住みなみ野団地線
- (系統番号550)秋田駅西口 - イオン秋田中央店前 - 牛島駅入口 - 大住団地 - 牛島西四丁目
  - 2017年10月1日、旧道の牛島東五丁目・南高校経由から国道13号線のイオン秋田中央店前・牛島駅入口経由に変更。

のりば：秋田駅西口⑨

### 二ツ屋福島線
- (系統番号570)秋田駅西口 - 牛島東五丁目 - 二ツ屋中丁

のりば：秋田駅西口⑬

### 国際教養大学線
- (御所野線)イオンモール秋田 - 御所野ニュータウン - 御所野 - スポーツゾーン入口 - 国際教養大学
  - 御所野ニュータウン - 御所野間、スポーツゾーン入口 - 国際教養大学間の利用は不可。
- (空港線)秋田空港 - 国際教養大学
  - 特定日のみ運行。
- (和田線)和田駅 - スポーツゾーン入口 - 国際教養大学
  - スポーツゾーン入口 - 国際教養大学間の利用は不可[5]。

## 受託運行路線

### 秋田市中心市街地循環バス「ぐるる」

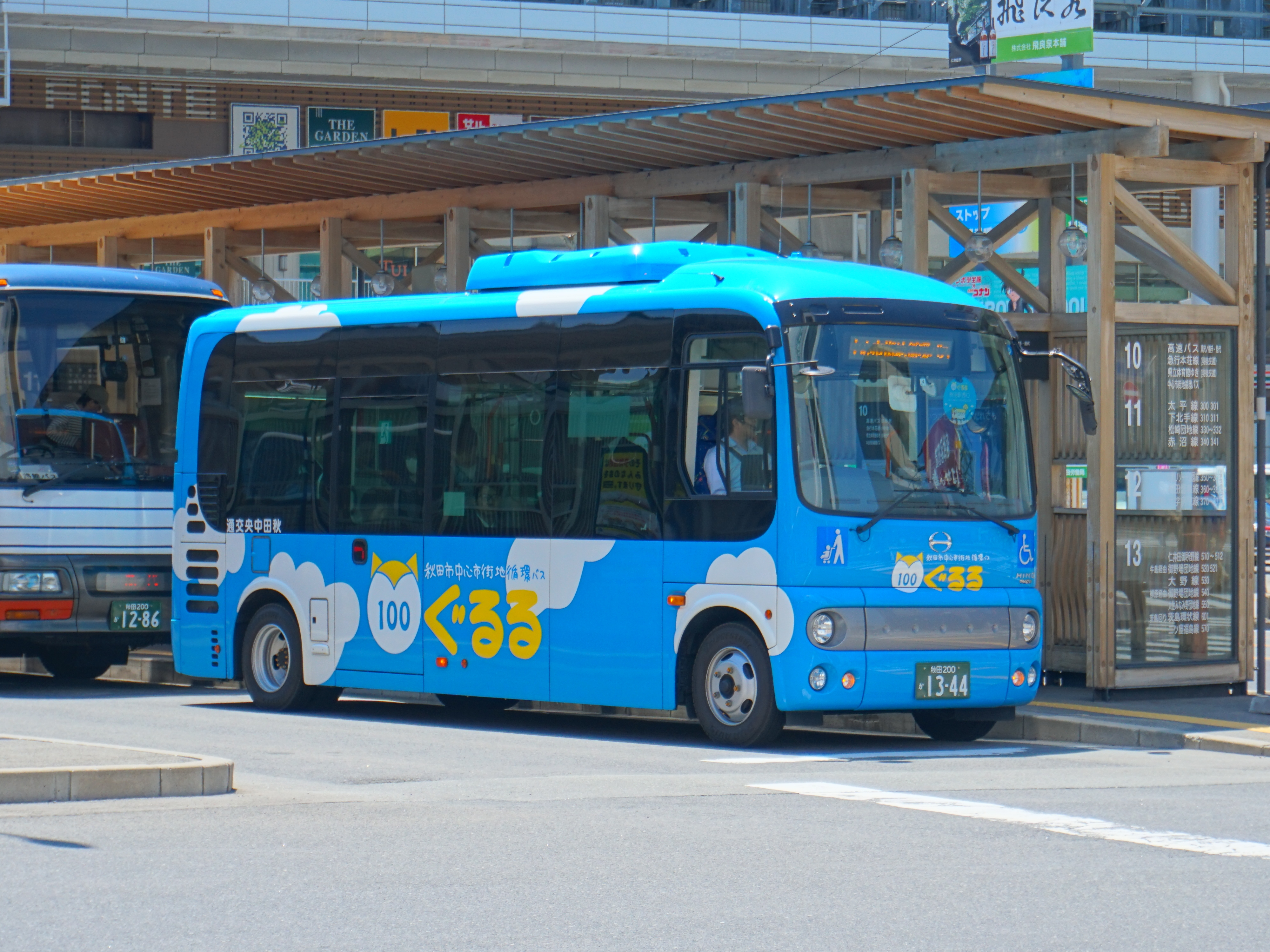
中心市街地循環バス「ぐるる」に使用される専用塗装車両

従来、秋田市中心部には循環路線がなく、また南大通りは沿線に総合病院等があるにもかかわらず路線バスの本数が少なかった。そこで、エリアなかいちの開業に合わせて2012年（平成24年）7月21日から「秋田市中心市街地循環バス」の実証運行が開始され、2013年（平成25年）4月1日より本格運行に移行した。秋田市が事業主体で秋田中央交通に運行委託している。
買物広場（5番乗場）を起点とし、秋田駅西口（10番乗場）、広小路、大町、南大通りを経て買物広場に戻る、反時計回りのみの循環運行（広小路が一方通行のため）で、停留所は13か所、1日あたり21便運行、運賃は100円（均一料金、小学生以下は無料）となっている。
本格運行開始に合わせて専用車両2台のカラーデザインと愛称が公募され、2013年（平成25年）5月31日に決定した。新デザイン車両は7月7日から運行を開始した。
当路線については、回数乗車券の利用はできないが、当路線専用の一日乗り放題乗車券（回数券同様、一般路線用の一日乗り放題券も使用不可）が存在する。また、ワンコインバスおよび定期券の対象外となっている。

## 廃止系統

### 仁井田四ツ小屋線
- 大川反車庫 - 秋田駅 - 有楽町 - ニュータウン御野場 - 御野場団地 - 芝野新田
- 目長田発止

### 仁井田日赤病院線
- 大川反車庫 - 秋田駅 - 有楽町 - 仁井田中丁 - 横山下丁 - 日赤病院

### 雄和線
- （大川反車庫 - ）秋田駅 - 有楽町 - 仁井田 - 四ツ小屋駅 - 雄和市民センター（旧・雄和町役場）
  - 雄和案内所と共管。ただし、楢山愛宕下経由の系統のみ現在存続している。

### 岩見三内線
- 大川反車庫 - 秋田駅 - 有楽町 - 仁井田中丁 - 新都市交通広場 - 和田駅入口 - 岩見三内 - 岩見ダム・殿渕

### わだ線
- (系統番号500)大川反車庫 - 県庁市役所 - 秋田駅西口 - 牛島東五丁目 - イオンモール秋田 - わだ駅
- (系統番号501)大川反車庫 - 長崎屋バスターミナル - 秋田駅西口 - 牛島東五丁目 - イオンモール秋田 - わだ駅

のりば：秋田駅西口⑬
- - イオンモール秋田 - わだ駅前 - 岩見三内 および 岩見三内 - 殿渕 は、秋田市マイ・タウンバスとして、高尾ハイヤーのマイクロバスにて運行。

### 木曽石線
- 大川反車庫 - 秋田駅 - 八田上丁 - 木曽石
  - 2010年4月1日より、車庫前 - 八田上丁間は太平線に統合。八田上丁から先は、秋田市マイ・タウンバス東部線の「木曽石コース」として、秋田中央トランスポートのジャンボタクシーで運行。

### 泉山王環状線
- (系統番号230)秋田駅西口 - 明徳小学校入口 - 桜町 - 八橋小学校 - 県庁市役所 - 秋田駅西口（朝のみ）
- (系統番号231)秋田駅西口 - 県庁市役所 - 八橋小学校 - 桜町 - 明徳小学校入口 - 秋田駅西口（夕方のみ）
- (系統番号232)秋田駅西口 - 明徳小学校入口 - 桜町 - 八橋新川向 - 県庁市役所 - 秋田駅西口（朝のみ）
- (系統番号233)県庁市役所 - 八橋新川向 - 桜町 - 明徳小学校入口 - 秋田駅西口（夕方のみ）
  - 2016年10月1日、泉・八橋環状線に再編された。

### 堂ノ沢線
- (系統番号125)秋田駅西口 - 県庁市役所 - 寺内保育所 - 自動車会館（朝のみ ← 夕方のみ → ）
  - 2016年10月1日、泉・八橋環状線に再編された。

### 駅東線
- (系統番号410)秋田駅東口 - 北光寮前 - 南団地 - 大学病院 - 境田上丁
- (系統番号411)大学病院 - 南団地 - 北光寮前 - 南大通り・中通病院 - 県庁市役所 - 大川反車庫（朝のみ → ）

### ノースアジア大学線
- (系統番号430)秋田駅東口 - 明田郵便局 - 桜団地 - ノースアジア大学 - 明桜高校入口
- (系統番号431)秋田駅西口 - 築地下丁 - 桜団地 - ノースアジア大学 - 明桜高校入口
  - 下りはノースアジア大学終点、上りは明桜高校発。

### 柳原経由御野場団地線
- (系統番号541)秋田駅西口 - イオン秋田中央店 - 牛島駅入口 - 南高校（朝のみ → 夕方のみ ← ）
  - 2016年9月30日：系統廃止

### 茨島・牛島環状線
- (系統番号600)秋田駅西口 → 木内前 → 大町五丁目 → 川口 → ハローワーク秋田前 → 三皇神社前 → 牛島駅前 → 登町上丁 → 中通二丁目 → 秋田駅西口
- (系統番号601)秋田駅西口 → 木内前 → 楢山南中町 → 牛島駅前 →三皇神社前 → ハローワーク秋田前 →旭南小学校前 → 大町五丁目 → 中通二丁目 → 秋田駅西口
  - 2016年10月1日、茨島環状線に再編された。

### 仁井田御所野線
- (系統番号510)大川反車庫 - 県庁市役所 - 秋田駅西口 - 牛島東五丁目 - ニュータウン御野場 - イオンモール秋田
- (系統番号511)大川反車庫 - 長崎屋バスターミナル - 秋田駅西口 - 牛島東五丁目 - ニュータウン御野場 - イオンモール秋田
- (系統番号512)大川反車庫 - 長崎屋バスターミナル - 秋田駅西口 - 牛島東五丁目 - ニュータウン御野場 - 中央シルバーエリア - イオンモール秋田
- (系統番号513)大川反車庫 - 県庁市役所 - 秋田駅西口 - 牛島東五丁目 - ニュータウン御野場 - 四ツ小屋駅 - イオンモール秋田
- (系統番号514)大川反車庫 - 長崎屋バスターミナル - 秋田駅西口 - 牛島東五丁目 - ニュータウン御野場 - 四ツ小屋駅 - イオンモール秋田
  - 2018年9月30日：513、514系統廃止
  - 2022年9月30日：512系統廃止[10]
  - 2024年9月30日：510、511系統廃止[2]

### 将軍野線
- (系統番号134)秋田駅西口 - 保戸野学園通り入口 - 自衛隊前 - サンパーク西 - 秋田厚生医療センター
  - 2020年9月30日：廃止
- (系統番号132)市民生協入口 - 自衛隊前 - 寺内地域センター - 県庁市役所 - 秋田駅西口（朝のみ → ）
  - 2022年9月30日：廃止[10]

### 寺内経由土崎線
- (系統番号122)秋田駅西口 - 県庁市役所 - 寺内地域センター - 港入口 - 北部サービスセンター - 飯島北
  - 2022年9月30日：廃止[10]

### 松崎団地線
- (系統番号330)大川反車庫 - 県庁市役所 - 秋田駅西口 - 大学病院 - 松崎団地
- (系統番号331)松崎団地 → 秋田駅西口 → 県庁市役所 → 大川反車庫
- (系統番号332)大川反車庫 - 長崎屋バスターミナル - 秋田駅西口 - 大学病院 - 松崎団地
  - 2022年9月30日：331系統の廃止[10]、大川反車庫 - 秋田駅西口の運行終了[11]。

### 手形山経由大学病院線
- (系統番号370)大川反車庫 - 県庁市役所 - 秋田駅西口 - 秋田大学 - 大学病院
- (系統番号371)大川反車庫 - 県庁市役所 - 秋田駅西口 - 秋田大学 - 手形山西町 - 大学病院
  - 2022年9月30日：大川反車庫 - 秋田駅西口の運行終了[11]。

### 桜ガ丘線
- (系統番号421)秋田駅西口 - 築地下丁 - 桜団地 - 桜郵便局 - 梨平
- (系統番号423)大川反車庫 - 県庁市役所（秋田中央道路） - 桜郵便局 - 大平台三丁目
  - 2022年9月30日：梨平発着系統を廃止[10]。
  - 2024年9月30日：大川反車庫発着系統を廃止[2]。

### 牛場経由御野場団地線
- (系統番号520)大川反車庫 - 県庁市役所 - 秋田駅西口 - 牛島東五丁目 - 御野場団地
- (系統番号521)大川反車庫 - 長崎屋バスターミナル - 秋田駅西口 - 牛島東五丁目 - 御野場団地
- (系統番号522)大川反車庫 - 県庁市役所（直通） - 牛島東五丁目 - 御野場団地（夕方のみ → 秋田駅西口経由せず）
  - 2022年9月30日：522系統の廃止[10]、大川反車庫 - 秋田駅西口の運行終了[11]。

### 大野線
- (系統番号530)大川反車庫 - 県庁市役所 - 秋田駅西口 - 牛島東五丁目 - 大野四区

- (系統番号531)秋田駅西口 - 牛島東五丁目 - 大野四区
  - 2022年9月30日：大川反車庫 - 秋田駅西口の運行終了[11]。
  - 2024年9月30日：路線廃止[2]。

### 大住みなみ野団地線
- (系統番号551)大川反車庫 - 県庁市役所（直通） - イオン秋田中央店前 - 牛島駅入口 - 大住団地 - 牛島西四丁目（朝のみ ← 夕方のみ → 秋田駅西口経由せず）
  - 2022年9月30日：廃止[10]

### 二ツ屋福島線
- (系統番号572)二ツ屋中丁 - 牛島東五丁目（直通） - 県庁市役所 - 大川反車庫（朝のみ → 秋田駅西口経由せず）
- (系統番号573)秋田駅西口 - 築山小学校前 - 二ツ屋中丁
  - 2022年9月30日：廃止[10]

### 土崎・東口線
- (系統番号117)飯島北 - 港入口（千秋トンネル） - 大学病院 - 秋田駅東口（朝のみ → 秋田駅西口経由せず）
  - 2016年4月1日：ノースアジア大学行きから秋田駅東口行きに変更。
  - 2023年9月30日：廃止[12]。

### 御所野発県庁市役所経由大川反車庫ゆき
- (系統番号523)御所野 - 牛島東五丁目（直通） - 県庁市役所 - 大川反車庫（朝のみ → 秋田駅西口経由せず）
  - 2023年9月30日：廃止[12]。

### 楢山大回り線
- (系統番号610)秋田駅西口 - 築地下丁 - 刈穂橋 - 柳町公民館 - 北高校 - 東中学校 - 秋田駅西口（朝のみ → ）
  - 2023年9月30日：廃止[12]。

### 太平線
- (系統番号300)大川反車庫 - 県庁市役所 - 秋田駅西口 - 大学病院 - 清和病院 - 岩見三内
- (系統番号301)大川反車庫 - 長崎屋バスターミナル - 秋田駅西口 - 大学病院 - 清和病院 - 岩見三内
  - 2024年9月30日：大川反車庫 - 秋田駅西口を廃止[2]。

### 赤沼線
- (系統番号340)大川反車庫 - 県庁市役所 - 秋田駅西口 - 大学病院 - 南団地 - 秋田駅東口
- (系統番号341)大川反車庫 - 長崎屋バスターミナル - 秋田駅東口 - 大学病院 - 南団地 - 秋田駅東口
- (系統番号342)大川反車庫 - 県庁市役所（秋田中央道路） - 南団地 - 大学病院（秋田駅西口経由せず）
  - 2024年9月30日：大川反車庫 - 秋田駅西口を廃止[2]。

### 広面御所野線
- (系統番号401)秋田駅東口 - 桜郵便局 - 日赤病院 - イオン御所野店 - イオンモール秋田 - 御所野学院 - 中央シルバーエリア
  - 2024年9月30日：御所野学院経由便を廃止[2]。

### 南大通り経由日赤病院線
- (系統番号560)秋田駅西口 - 市民市場 - 南大通り - 牛島東五丁目 - 牛島小学校 - 日赤病院
- (系統番号561)秋田駅西口 - 市民市場 - 南大通り - 城南中学校 - 日赤病院
  - 2010年4月より、旧上北手線のうち、日赤病院までの区間に短縮。以東は廃止の上で、秋田中央トランスポートが乗り合いジャンボタクシーによる秋田市マイタウン・バス東部線上北手コースとして運行。
  - 2024年9月30日：路線廃止[2]。

### 茨島環状線
- (系統番号600)秋田駅西口 → 大町四丁目 → ハローワーク秋田前 → 秋田大橋前 → 卸町四丁目 → 有楽町 → 秋田駅西口（大町先回り）
- (系統番号601)秋田駅西口 → 有楽町 → 卸町四丁目 → 秋田大橋前 → ハローワーク秋田前 → 大町四丁目 → 秋田駅西口（茨島先回り）
  - 2016年10月1日、茨島・牛島環状線を再編。平日のみ運行。
  - 経路は、秋田駅西口から560が秋田大橋まで、561が三菱マテリアル前以降が新屋線と同一。卸町5丁目・秋田駅西口間は往復とも713と同一。
  - 2016年10月より、牛島変電所前～有楽町間を、牛島駅前・牛島東地区経由から卸町経由に変更
  - 2024年9月30日：路線廃止[2]。

## 設備
- 民間自動車整備工場
- 中交モーターサービス